# Wasserturm Sulgen

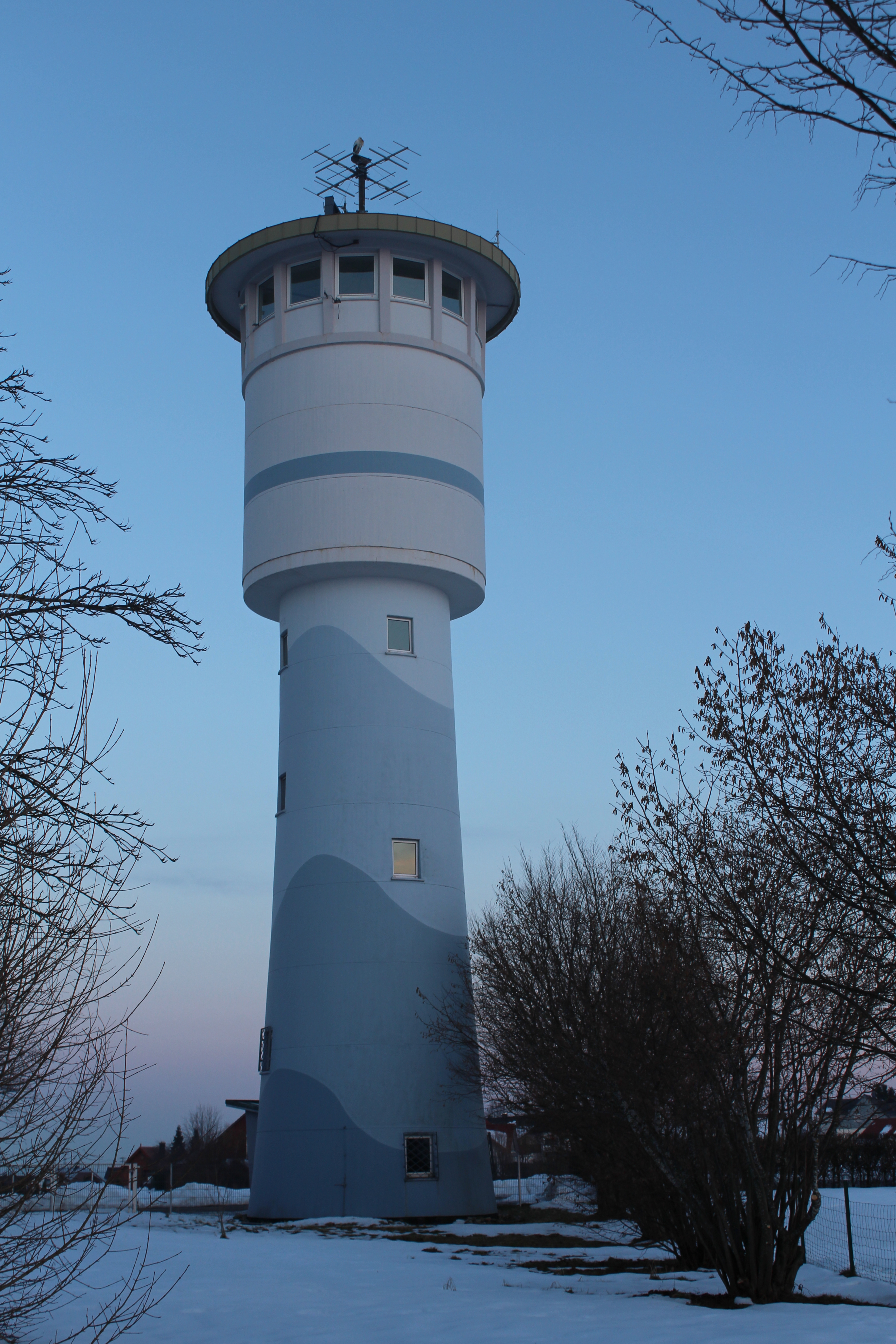
Wasserturm Sulgen

Der Wasserturm Sulgen ist ein 1960 errichteter und 26 Meter hoher Wasserturm im Schramberger Ortsteil Sulgen, der über einen Wasserbehälter von 100 Kubikmetern verfügt. Er ist einer von zehn Behälter der Stadtwerke Schramberg zur Trinkwasserversorgung aller städtischen Haushalte.
Dieser Wasserturm wurde 1960 nach Plänen des Dornstetter Architekten Alwin Eppler auf dem 764 m hohen Sulgener Berg gebaut. Der Wasserturm besitzt eine Aussichtsplattform auf der die Stadtwerke Schramberg eine Webcam errichtet haben und betreiben. Der als Stahlbetonkonstruktion ausgeführte Turm trägt auf seiner Spitze eine Sendeantenne für UKW-Rundfunk.

## Rundfunkturm
Der Wasserturm wird auch zur Ausstrahlung von Rundfunkprogrammen genutzt.

### Analoger Hörfunk (UKW)
| Frequenz (MHz) | Programm         | RDS PS   | RDS PI | Regionalisierung | ERP (kW) | Antennendiagramm rund (ND)/gerichtet (D) | Polarisation horizontal (H)/vertikal (V) |
| -------------- | ---------------- | -------- | ------ | ---------------- | -------- | ---------------------------------------- | ---------------------------------------- |
| 103,7          | Radio Neckarburg | NECKARBG | 150A   | −                | 0,1      | ND                                       | H                                        |